# Reforma ortografii języka niemieckiego (1996)
Reforma ortografii języka niemieckiego z 1996 roku – zmiany w pisowni w języku niemieckim ogłoszone w roku 1996 i wprowadzone 1 sierpnia 1998 za porozumieniem odpowiednich organów Niemiec, Austrii i Szwajcarii. Celem reformy było uprościć system pisowni, uczynić zapis bliższy wymowie, bardziej regularny i prostszy do opanowania. Między 1998 a 2005 r. obowiązywał okres przejściowy.

## Historia
Była to pierwsza reforma niemieckiej pisowni od roku 1901. Podczas konferencji dotyczącej reformy ortografii ustalono wtedy po raz pierwszy w historii języka, a następnie zatwierdzono aktem prawnym zasady ortografii; w XX wieku były one uwzględniane przez normatywny słownik Duden.
Jeszcze podczas II wojny światowej, w roku 1944 minister nauki Bernhard Rust planował wprowadzenie pierwszej reformy po roku 1901, opartej na słowniku Vollständiges Wörterbuch der deutschen Sprache wydanym w roku 1880 przez nauczyciela gimnazjum Konrada Dudena. Reforma zakładała rezygnację z wielkich liter dla rzeczowników pospolitych, zniemczenie pisowni wyrazów obcych, likwidację liter niewymawianych, zamianę dwuznaku ai przez ei. Przedsięwzięcie zastopował Adolf Hitler, twierdząc, że w stanie wojny akurat to rzecz zupełnie niepotrzebna. Próby podejmowano jeszcze w roku 1954 i 1980. Bardziej zdecydowane pomysły reformy pojawiły się w latach 60. XX w. W tym czasie dokonano jedynie niewielkich poprawek w ortografii.
Reforma w roku 1996 była przygotowywana i opracowywana przez komisje eksperckie przez 10 lat, choć do zmian przygotowywano się już od lat 80. Reforma została przyjęta przez kraje niemieckojęzyczne: Niemcy, Austrię i Szwajcarię a także kraje z niemieckojęzyczną mniejszością językową (Belgia, Włochy, Rumunia i Węgry) na mocy konwencji wiedeńskiej, która odbyła się 1 lipca 1996. Bezpośrednio po wprowadzeniu w niemieckiej pisowni zapanował chaos, a wiele osób i domów wydawniczych odmawiało wprowadzenia nowych zasad. Ostatecznie zasady zaakceptowano i po zakończeniu okresu przejściowego  od 1 sierpnia 2006 weszły powszechnie w życie.

## Zmiany w ortografii
Zmiany ogłoszone w roku 1996 weszły w życie z dniem 1 sierpnia 1998 i miały być wdrożone w urzędach i szkołach. Odpowiedzialna za to była komisja ortograficzna w Instytucie Języka Niemieckiego w Mannheim. Jako odpowiedź na zmasowaną krytykę ustanowiono specjalną radę do spraw niemieckiej ortografii Rat für deutsche Rechtschreibung), międzynarodowe gremium przy udziale osób z ministerstwa kultury. W konsekwencji wydano w roku 2006 poradnik Deutsche Rechtschreibung, Regeln und Wörterverzeichnis, zawierający kilka poprawek, ustanowiono również okres przejściowy dla Austrii i Tyrolu do 31 lipca 2008.
Zmiany zostały przeprowadzone tak, aby nie utrudniać czytania starszych tekstów. Zmiany były kilkakrotnie modyfikowane i stan faktyczny w momencie czytania artykułu może być inny. 

### Znakß

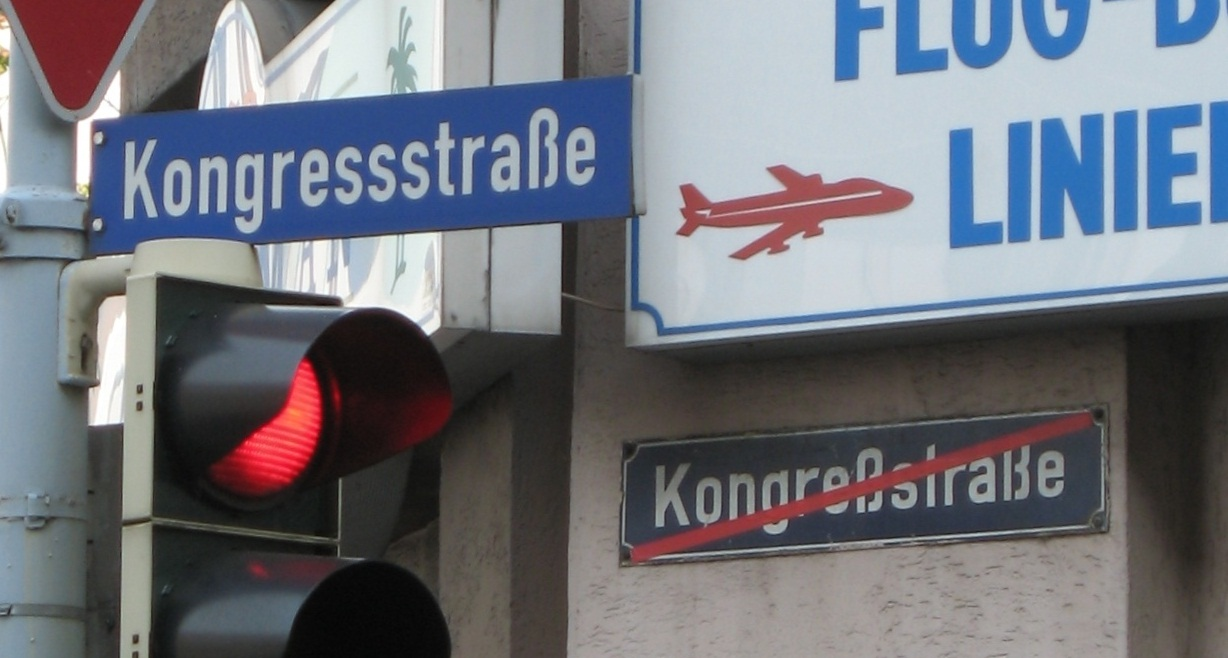
Literę ß nazywa się często ofiarą reformy

Jedną z najważniejszych reform było ograniczenie stosowania znaku ß (scharfes s). Wprowadzono zasadę:
- po samogłosce krótkiej występuje ss: Genuss, ein bisschen
  - także w odmianie czasowników: er isst (ale: aß ze względu na poprzedzającą długą samogłoskę), er lässt (ale: er ließ ze względu na poprzedzającą dwugłoskę)[11]
- po samogłoskach długich występuje ß: groß, Fuß, Straße
- po dyftongach występuje ß: weiß, fleißig, draußen.

O ile wg starych zasad zapis przez ß obowiązywał zawsze na końcu wyrazu lub sylaby, zgodnie z nowymi regułami o zapisie decyduje długość poprzedzającej samogłoski. Jeśli jest ona krótka, zapisu ss używa się również na końcu wyrazu lub sylaby:
- daß → dass
- Paß → Pass

Wprowadzenie nowej pisowni wywołało z początku zamieszanie, zwłaszcza w przypadku rozróżnienia dass łączącego zdania podrzędnie złożone od das, który jest rodzajnikiem.

### Potrójna litera
W języku niemieckim częste są wyrazy złożone i dotychczas w przypadku, kiedy dochodziło do spotkania identycznych liter, występowała redukcja do dwóch w przypadku, gdy po nich występowała samogłoska, np. Schiff + Fahrt → Schiffahrt, ale Schiff + Fracht → Schifffracht. Zasada ta została zmieniona i obecnie wszystkie trzy litery są zapisywane, zatem Schiff + Fahrt → Schifffahrt. Dla większej przejrzystości i ułatwienia czytania można wprowadzić łącznik: Schrott-Transport, Ballett-Tänzer.

### Zapożyczenia
W przypadku nowej pisowni stosunkowo niedawno zniemczonych wyrazów tylko część z nich przetrwała reformę. Zdecydowano, że w wielu przypadkach możliwe będą oba warianty.
- Zbitkę ph często zastępuje się literą f, zatem możliwa jest pisownia Geografie i Geographie, Saxofon i Saxophon[2].

Nie przyjęły się jednak inne sugestie reformy i po pewnym czasie zostały wycofane przez Radę Niemieckiej Ortografii. W 2011 powrócono do pisowni Chicorée zamiast proponowanej Schikoree. Ustalono zapis Grizzlybär zamiast proponowanego Grislibär. W r. 2016 unieważniono również pisownię Ketschup i Majonäse (obowiązuje zapis odpowiednio Ketchup i Mayonnaise).

### Pisownia łączna i rozdzielna
Wprowadzono następujące zmiany dotyczące pisowni łącznej i rozłącznej:
- połączenie dwóch czasowników (np. spazieren gehen zamiast spazierengehen)[16]

| Stara pisownia | Pisownia w latach 1996–2006 | Nowa pisownia od 2006            | Znaczenie                                                        |
| -------------- | --------------------------- | -------------------------------- | ---------------------------------------------------------------- |
| kennenlernen   | kennen lernen               | kennenlernen lub kennen lernen   | poznać                                                           |
| sitzenbleiben  | sitzen bleiben              | sitzen bleiben lub sitzenbleiben | powtarzać klasę (znaczenie przenośne)                            |
| sitzenbleiben  | sitzen bleiben              | sitzen bleiben                   | nie wstawać, pozostawać w pozycji siedzącej (dosłowne znaczenie) |

- połączenia rzeczowników i czasowników[2]:

| Stara pisownia | Pisownia w latach 1996–2006 | Nowa pisownia od 2006 | Znaczenie          |
| -------------- | --------------------------- | --------------------- | ------------------ |
| eislaufen      | Eis laufen                  | eislaufen             | jeździć na łyżwach |
| radfahren      | Rad fahren                  | Rad fahren            | jeździć na rowerze |

- połączenia z czasownikiem sein: dabei sein – być świadkiem czegoś, zamiast dabeisein[2]
- pisownia innych części mowy, np. wie viel zamiast wieviel, irgendetwas zamiast irgend etwas, so viel zamiast soviel w roli zaimka nieokreślonego[16] (ale: soviel, gdy funkcjonuje jako spójnik)[21]. W pewnych przypadkach od 2006 dopuszczalne są dwie formy, np. schwerbeschädigt i schwer beschädigt[22], Zeit lang i Zeitlang[23].

Do przypadków cofnięcia pisowni niektórych form rozłącznych w wyniku poprawki z 2006 roku należy: Bankrott gehen → bankrottgehen, Pleite gehen → pleitegehen.

### Wielkie i małe litery
Zmiana pisowni rzeczowników na rozpoczynanie ich minuskułą wywoływała zbyt wiele obiekcji, toteż zdecydowano się jej nie wprowadzać. Wprowadzono jednak nowe reguły, które doprowadziły do zwiększenia liczby wyrazów traktowanych rzeczownikowo i tym samym rozpoczynających się wielką literą.
- Wielką literą rozpoczynają się wyrazy rozpoczynające się zaimkiem lub rodzajnikiem, które do tej pory pisane były małą literą. Dotyczy to również imiesłowów[24]:

| Stara pisownia           | Nowa pisownia            | Znaczenie                    |
| ------------------------ | ------------------------ | ---------------------------- |
| der erste sein           | der Erste sein           | być pierwszym                |
| im großen und ganzen     | im Großen und Ganzen     | ogólnie rzecz biorąc         |
| der nächste, bitte       | der Nächste, bitte       | Następny, proszę!            |
| es wäre das beste, wenn  | es wäre das Beste, wenn  | najlepiej byłoby, gdy...     |
| aufs ganze gehen         | aufs Ganze gehen         | iść na całość                |
| auf den laufenden halten | auf den Laufenden halten | zatrzymać się przy biegnącym |

- W 1996 zmieniono pisownię rzeczowników Recht, Leid, Pleite i Schuld z czasownikami, poza czasownikami posiłkowymi sein, bleiben i werden – nakazano pisownię majuskułą. Die Firma geht Pleite – firma plajtuje zamiast dotychczasowego Die Firma geht pleite. Du hast Recht – masz rację, zamiast Du hast recht. Es tut mir Leid – przykro mi – w miejsce Es tut mir leid[24]. Jednak w wyniku poprawek z 2006 niektóre połączenia rzeczowników z czasownikami funkcjonujące jako wyrażenia samodzielne pod względem znaczenia[19] zaczęto traktować jako czasowniki rozdzielnie złożone[25], stąd obecnie poprawne ortograficznie formy to: pleitegehen – die Firma geht pleite[26] (ale: Pleite machen)[27]; leidtun – es tut mir leid[28]. W przypadku kilku wyrażeń stanowiących połączenia czasownika z rzeczownikiem poprawne są obecnie dwie formy zapisu, np. Recht haben i recht haben; Acht geben i achtgeben[19].
- Nazwy pór dnia w połączeniu z takimi określnikami czasu jak morgen, heute, gestern: gestern Abend, heute Morgen[24]
- złożenia auf i nazwa języka: auf Polnisch, auf Englisch[16]
- wszelkie rzeczowniki w połączeniu z przyimkiem lub czasownikiem: in Bezug auf – ze względu na, Rad fahren – zamiast dotychczasowego radfahren[16].
- w wyrażeniach przymiotnikowych: Groß und Kein[16]
- Zmieniono pisownię zaimków du i ihr, również jako forma grzecznościowa, np. w listach – w myśl reformy są zawsze pisane małą literą[16].

### Pisownia z łącznikiem
Zmieniono pisownię wyrażeń złożonych z liczb i słów wprowadzając łącznik między obiema częściami wyrazu złożonego, poza sytuacjami, kiedy do liczebnika dodaje się przyrostek, np. 3fach – potrójny. Zatem obecnie obowiązująca pisownie to: 16-jährig – szesnastoletni, 100-prozentig – stuprocentowy, der 18-Jährige – osiemnastolatek.

### Podział wyrazu przy przenoszeniu
Uproszczono dzielenie wyrazów przy przenoszeniu, głównie znosząc istniejące dotychczas ograniczenia – nierozdzielność st czy zastępowania c przez k przy przenoszeniu ck.
| Stare przenoszenie | Nowe przenoszenie | Znaczenie       |
| ------------------ | ----------------- | --------------- |
| Lei–stung          | Leis–tung         | rezultat, wynik |
| Mu–ster            | Mus–ter           | wzór; musztra   |
| Po–sten            | Pos–ten           | stanowisko      |
| Bäk–ker            | Bäc–ker           | piekarz         |
| Zuk–ker            | Zuc–ker           | cukier          |
| lek–ken            | lec–ken           | lizać           |

Można również rozdzielać samogłoski, np. O–fen – piec, e–gal – równy.

### Interpunkcja
Nowe zasady ortograficzne liberalizują użycie przecinka i w wielu sytuacjach zostawiają wolną rękę. W następujących wypadkach stosowanie przecinka jest dowolne:
- Przy łączeniu zdań równorzędnie złożonych przy użyciu takich spójników takich jak und czy oder: Morgen sehen wir fern (,) oder wir gehen ins Kino – Jutro będziemy oglądali telewizję albo pójdziemy do kina[31].
- przed grupami złożonymi z czasowników i imiesłowów: Er hatte geplant (,)  am Sonnabend ins Kino zu gehen – Planował, aby iść w sobotę do kina.
- przed konstrukcją z rozszerzonym bezokolicznikiem[31]: Er hofft (,) jeden Tag ein bisschen mehr Sport treiben zu können – On ma nadzieję, że codziennie będzie mógł trochę potrenować. Mimo iż przecinek w tym miejscu jest fakultatywny, może to prowadzić do nieporozumienia, gdyż zdanie może być odczytane w inny sposób: Er hofft jeden Tag (,) ein bisschen mehr Sport treiben zu können – On ma codziennie nadzieję, że będzie mógł trochę potrenować[31].

W innych przypadkach użycie przecinka nie zmienia się.

## Reakcje i efekty
Reforma wzbudziła duży sprzeciw i krytykę; przeciwnicy wskazywali, że nowa pisownia powoduje chaos i niepewność. Niektórzy argumentowali, że wprowadzenie nowych zasad jest zbyt drogie, sama reforma jest zbędna i bolesna. 
Protestowały również środowiska literatów, poetów, filozofowie i intelektualiści. Ich hasłem było Ratujcie język niemiecki! Protestowali m.in. Günter Grass, Siegfried Lenz, Martin Walser. Na frankfurckich targach książki w 1996 roku 100 niemieckich intelektualistów zaprotestowało w tzw. deklaracji frankfurckiej. Nie było to jedyne oświadczenie, środowiska germanistów wydały oświadczenie, w którym zapewniali, że „reforma nie odpowiada obecnemu stanowi wiedzy”. Niektórzy pisarze zażyczyli sobie, by ich książki były wydawane według starych zasad. Już następnego dnia po parafowaniu reformy, wydawnictwo Bertelsmann opublikowało nowy słownik uwzględniający nowe zasady. Słownik wydał również potentat na rynku niemieckim Duden, jednak tłumacząc niektóre zasady zupełnie inaczej. W roku 2000 dziennik Frankfurter Allgemeine Zeitung wrócił do stosowania starej ortografii w gazecie. W 2004 to samo zrobił Der Spiegel i czasopisma koncernu mediowego Axel Springer deklarując, że dopuszczają się „aktu nieposłuszeństwa obywatelskiego”.
W czerwcu 1996 Sąd Konstytucyjny orzekł, że decyzja o dostosowaniu się do nowych zasad zależy od woli piszącego, przy czym orzeczenie nie dotyczyło nauczycieli i urzędników. Stwierdzono również, że w stosunku do starej pisowni nie można stosować określenia „pisownia błędna”.
Oceniając reformę, Rada Ortografii Niemieckiej ocenia, że reforma przyjęła się głównie w zakresie pisowni wielkimi i małymi literami i z łącznikiem. Najtrudniej i najdłużej przyjmowały się zmiany w pisowni łącznej i rozdzielnej.